# Антонио Ананиев
Антонио Ананиев (роден на 8 май 1965) е бивш български футболист, вратар. Състезателната му кариера, продължила близо 20 години, преминава в България и Германия.

## Кариера
Играе за българските отбори „Славия“ (1985 – 1992), „Локомотив“ (София) (1992 – 1993, 1994) и ЦСКА (1993 – 1994), както и за немските отбори „Енерги“ (Котбус) (1994 – 1996), 1. ФК Кьолн (1996 – 1997, 7 мача в Бундеслигата), Лайпциг (1997 – 1998, 16 мача във Втора Бундеслига) и „Кемниц“ (1998 – 2002, 48 мача във Втора Бундеслига). 
С отбора на „Славия“ е двукратен балкански клубен шампион през 1986 и 1988, вицешампион през 1990 и бронзов медалист през 1986 и 1991 г. С ЦСКА е вицешампион през 1994 г. В евротурнирите има 8 мача (4 за ЦСКА в КНК и 4 за Славия в турнира за купата на УЕФА). За националния „А“ отбор има 15 мача.
От 2006 до 2010 е треньор на вратарите в „Енерги“.